# The Great American Bash (2007)
The Great American Bash (2007) — pay-per-view шоу федерации рестлинга World Wrestling Entertainment (WWE), ставшее четвертым ежегодным шоу в линейке Great American Bash. Прошло 22 июля 2007 года в «HP Pavilion в Сан-Хосе» (Сан-Хосе, Калифорния, США). Шоу представляло все три бренда WWE: Raw, SmackDown!, and ECW.
Главным событием стал поединок Джона Сины против Бобби Лэшли за титул чемпиона WWE, который выиграл применив приём FU со второго каната. Главным событием SmackDown стал трёхсторонний поединок за титул чемпиона мира в тяжелом весе в котором действующий чемпион Великий Кали сумел сохранить пояс, победив Кейна и Батисту. Всего за шоу прошло 9 поединков.
Шоу посмотрело по платным кабельным каналам 229 000 человек.

## Результаты
| #      | Поединки                                                                                 | Условия                                                                          | Время      |
| ------ | ---------------------------------------------------------------------------------------- | -------------------------------------------------------------------------------- | ---------- |
| Тёмный | Чак Паламбо победил Криса Мастерса                                                       | Поединок один на один.                                                           | Неизвестно |
| 1      | Монтел Вонтевиус Портер (c) победил Мэтта Харди                                          | Поединок за титул чемпиона Соединённых Штатов WWE                                | 12:55      |
| 2      | Хорнсвоггл победил Чаво Герреро(c), Джимми Ван Янга, Шэнона Мура, Фунаки и Джейми Ноубла | Шестисторонний поединок на выбывание за титул чемпиона WWE в первом тяжёлом весе | 06:59      |
| 3      | Карлито победил Сэндмена                                                                 | Поединок «Singapore Cane on a Pole Match»                                        | 05:31      |
| 4      | Кэндис Мишель (c) победила Мелину                                                        | Поединок за титул чемпиона WWE среди женщин                                      | 06:22      |
| 5      | Умага (c) победил Джеффа Харди                                                           | Поединок за титул интерконтинентального чемпиона WWE                             | 11:20      |
| 6      | Джон Моррисон (c) победил СМ Панка                                                       | Поединок за титул чемпиона ECW                                                   | 07:50      |
| 7      | Рэнди Ортон победил Дасти Роудса                                                         | Поединок «Texas Bullrope match»                                                  | 05:40      |
| 8      | Великий Кали (c) победил Кейна и Батисту                                                 | Поединок «Тройная угроза» за титул чемпиона мира в тяжелом весе                  | 10:04      |
| 9      | Джон Сина (c) победил Бобби Лэшли                                                        | Поединок за титул чемпиона WWE                                                   | 15:53      |